# Dr. Chud
David Calabrese, más conocido como Dr. Chud (Lodi, Nueva Jersey, 4 de abril de 1964) es un músico estadounidense.

## Carrera
Como baterista tocó con Dan Kidney and the Pulsations durante 8 años antes de unirse a Sardónica. Durante su época en Sardónica también tocó para Jerry Only y su hermano Paul Doyle Caiafa en Kryst The Conqueror. 
Sacred Trash fue su última banda antes de unirse a The Misfits en su resurrección junto a los ya mencionados hermanos Jerry y Doyle y el vocalista Michale Graves con el cual Chud formaría una estrecha amistad. Durante su época en The Misfits también tocó para Joey Ramone en el álbum We Will Fall: A Tribute to Iggy Pop y produjo los últimos trabajos de Sardónica. 
Después de dejar The Misfits se sumó a Michale Graves a su proyecto que primero se llamó The Lost Boys y luego Graves. 
Actualmente toca con su propia banda, Dr. Chud's X-Ward.

## Discografía con The Misfits
- American Psycho (1997) - álbum
- Dig Up Her Bones (1997) - sencillo
- Evillive II (1998) - álbum en vivo
- Famous Monsters (1999) - álbum
- Cuts From The Crypt (2001) - álbum

## Discografía con Graves
- Web Of Dharma (2001) - álbum

## Discografía con X-Ward
- Diagnosis for Death (2004) - álbum

- Datos: Q2269071